# Amigdoscalpellum rigidum
Amigdoscalpellum rigidum är en kräftdjursart som först beskrevs av Aurivillius 1888.  Amigdoscalpellum rigidum ingår i släktet Amigdoscalpellum och familjen Scalpellidae. Inga underarter finns listade i Catalogue of Life.